# جيريت فيشر
جيريت فيشر (بالهولندية: Gerrit Fischer)‏ (و. 1916 – 1984 م) هو لاعب كرة قدم، من مملكة هولندا، ولد في أمستردام، يلعب كمهاجم، توفي في أمستردام، عن عمر يناهز 68 عاماً.